# Vizazamin
Vizazamin är en ort i Azerbajdzjan.   Den ligger i distriktet Lerik Rayonu, i den södra delen av landet, 210 km sydväst om huvudstaden Baku. Vizazamin ligger 660 meter över havet och antalet invånare är 426.
Terrängen runt Vizazamin är huvudsakligen kuperad, men åt sydväst är den bergig. Närmaste större samhälle är Lerik, 9,0 km väster om Vizazamin. 
Omgivningarna runt Vizazamin är en mosaik av jordbruksmark och naturlig växtlighet. Runt Vizazamin är det ganska tätbefolkat, med 60 invånare per kvadratkilometer.